# زمردی دم‌باریک
زمردی دم‌باریک (نام علمی: Chlorostilbon stenurus) نام یک گونه از سرده زمردی‌ها است.